# Устимюк Анатолій Іванович
Анато́лій Ростисла́вович Устимю́к (Устимюк) — молодший сержант Збройних сил України, десантник 80-ї Львівської окремої аеромобільної бригади — мінометна батарея.
Уродженець Ракового Лісу Камінь-Каширського району. Важко поранений 27 червня в Слов'янську під час нападу бойовиків — у дні оголошеного українськими силовиками перемир'я, є ймовірність ампутації ноги, перебито артерію — хірурги вставили штучну. У Луцьку люди добровільно збирали кошти на його лікування, відправлений на оздоровлення до Франції.

## Нагороди
2 серпня 2014 року — за особисту мужність і героїзм, виявлені у захисті державного суверенітету та територіальної цілісності України, вірність військовій присязі під час російсько-української війни, відзначений — нагороджений орденом «За мужність» III ступеня.